# Armed and Dangerous
Armed and Dangerous — перший міні-альбом американського метал-гурту «Anthrax», виданий у 1985 році. Це перший реліз «Anthrax» з вокалістом Джоуї Беладонна.
Видання 1992 року включає в себе пісні «Soldiers of Metal» і «Вой Фурії» як його останні два треки. Він був випущений у вигляді подвійного альбому (разом з Fistful of Metal) у Німеччині в 2000 році.